# Morten Møller
Morten Møller (født 19. maj 1978) er en dansk historiker, forfatter og underviser.
Morten Møller er uddannet cand.mag. i historie fra Roskilde Universitet i 2006. Han har været forsker ved Det Kongelige Bibliotek fra 2005. Desuden har han undervist ved Skolerne i Oure.
Som forfatter har han blandt andet beskæftiget sig med mellemkrigstiden og dens politiske strømninger gennem bøger om kommunisten Børge Houmann og tidligere rektor på Københavns Universitet Mogens Fog.
Han modtog i 2006 Arbjederhistorieprisen, prisen for Årets Historiske bog i 2014 og Søren Gyldendal-prisenn i 2016. Han har desuden modtaget Statens Kunstfonds treårige arbejdslegat.

## Bibiografi
- Vestagers verden (2024)
- Ud af ruinerne: vejen mod et forenet Europa (2023)
- Pigen fra Vejstruplund - dokumentarisk roman (2022)
- Den røde underverden : hemmelig kommunistisk virksomhed i Skandinavien mellem to verdenskrige (med Niels Erik Rosenfeldt og Jesper Jørgensen, 2019)
- De glemtes hær - danske frivillige i den spanske borgerkrig (2017)
- Ellen og Adam - en fortælling om kærlighed og terror i Stalins Moskva (2014)
- Hvem er Nielsen? : en fortælling om kommunisten og modstandslederen Børge Houmann (2012)
- Mogens Fog - en biografi (2009)